# Parroquia Catedral
La Parroquia Catedral es una de las 22 parroquias del Municipio Libertador del Distrito Capital de Venezuela y una de las 32 parroquias de Caracas.

## Historia
Parte del espacio que hoy ocupa esta parroquia es el correspondiente a la fundación de Santiago de León de Caracas en 1567, aunque definitivamente se transforma en parroquia en 1636 cuando es trasladada la capital de la Capitanía General de Venezuela de Coro a Caracas, por ello es considerada la parroquia primogénita de la ciudad.
En 1842 llegan desde Santa Marta los restos de Simón Bolívar a la parroquia y la antigua plaza mayor se bautiza formalmente plaza Bolívar, aunque el nombre no será utilizado como tal hasta 1874.
La Casa Amarilla en esta parroquia sirvió como sede de la Real Cárcel de Caracas y del Ayuntamiento, pero tras ser reformada, se utilizó como palacio de gobierno y residencia oficial de los presidentes, entre ellos Francisco Linares Alcántara y Cipriano Castro. Desde 1912 es la sede del Ministerio de Relaciones Exteriores. 
En el año 2000 la parroquia, como el resto del Municipio Libertador, pasa a integrar el distrito metropolitano de Caracas.

## Geografía
Está ubicada en el centro histórico de la capital venezolana, limita al norte con la Parroquia Altagracia, al sur con las parroquias Santa Rosalía, Santa Teresa y San Juan, al este limita con la Parroquia Candelaria y al oeste con la Parroquia 23 de Enero. Es una de las zonas de Caracas de mayor interés histórico, arquitectónico y comercial de la ciudad.
Es la parroquia menos poblada de Caracas, para el censo de 2011 se contabilizaron 12 777 habitantes. Tiene una superficie total de 0,76 km2, siendo la segunda parroquia más pequeña del Municipio Libertador. Se compone de los sectores Monte Piedad, Caño Amarillo, Pagüita, Miraflores, El Silencio, Capitolio y La Hoyada.

### Esquinas
Las cuadras de Caracas poseen en cada una de sus cuatro esquinas nombres propios, correspondientes a referentes históricos o populares. Las esquinas que abarca la Parroquia Catedral son:
- Miraflores
- Bolero
- Llaguno
- Carmelitas
- Santa Capilla
- Veroes
- Ibarras
- Pelota
- Punceres
- Plaza España
- Camino Nuevo
- Piñango
- El Conde
- Principal
- La Torre
- Madrices
- La Marrón
- Cují
- Romualda
- Solís
- Muñoz
- Padre Sierra
- Las Monjas
- Gradillas
- San Jacinto
- Doctor Paul
- Salvador de León
- Socarrás
- Marcos Parra
- Pedrera
- La Bolsa
- San Francisco
- Sociedad
- Traposos
- Chorro
- Coliseo
- Aserradero
- La Gorda
- Mercaderes
- Pajaritos
- Camejo
- Colón
- Doctor Díaz
- Peinero
- López
- Angelitos
- Puerto Escondido

## Turismo
En esta parroquia se encuentran las sedes de los Poderes Ejecutivo y Legislativo Nacionales, la alcaldía del municipio Bolivariano Libertador del distrito capital y la sede de Gobierno del distrito capital. También se encuentra el edificio José María Vargas propiedad de la Asamblea Nacional de Venezuela donde funcionan algunas oficinas de este órgano y algunos tribunales del Poder Judicial.
La Parroquia Catedral es donde mejor se puede observar las construcciones coloniales en la ciudad de Caracas, entre ellas destaca la Catedral de Caracas, el Museo Sacro, la Casa Amarilla, el palacio municipal actual sede de la Alcaldía de Caracas donde se firmó el Acta de Independencia de Venezuela, todas alrededor de la Plaza Bolívar así como otras edificaciones como la Casa Natal del Libertador Simón Bolívar, el Museo Bolivariano frente a la plaza El Venezolano,  el Palacio de las Academias que era la sede antigua de la Universidad de Caracas, la Iglesia de San Francisco donde se proclamó a Bolívar como Libertador y la Antigua Corte Suprema de Justicia. Estas obras se combinan con estructuras del siglo XIX del período de Antonio Guzmán Blanco como el Capitolio Federal o Palacio Federal Legislativo y la Basílica Menor Santa Capilla, además de parque El Calvario, otras de las edificaciones que destacan son el Arco de la Federación, Villa Santa Inés y el Palacio de Miraflores, sede de la presidencia de la República.

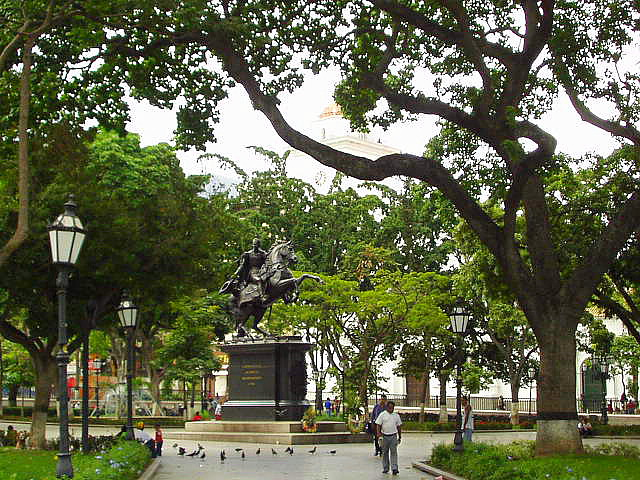
Plaza Bolívar de Caracas.
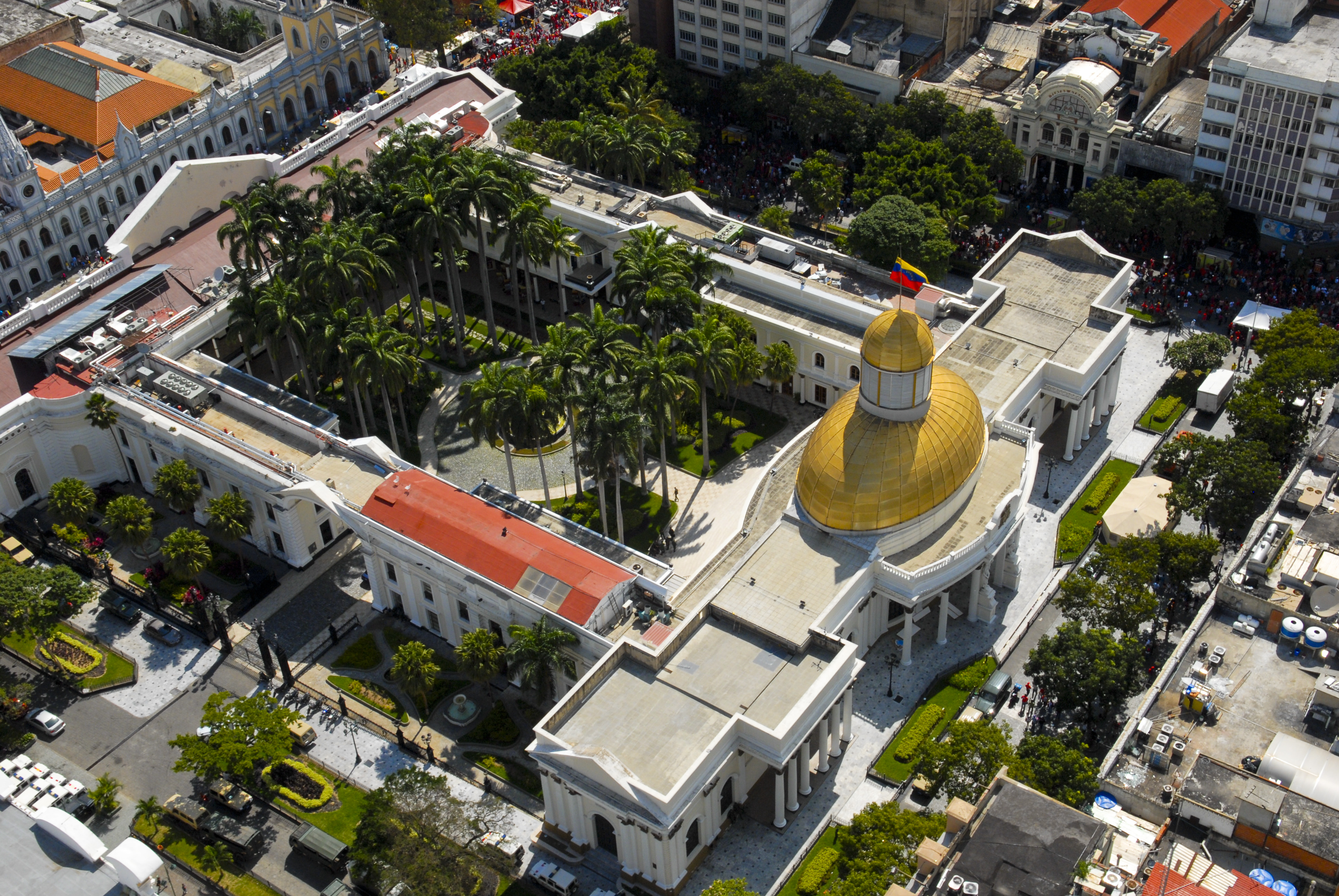
Palacio Federal Legislativo sede del Poder Legislativo ubicado en la Parroquia Catedral.
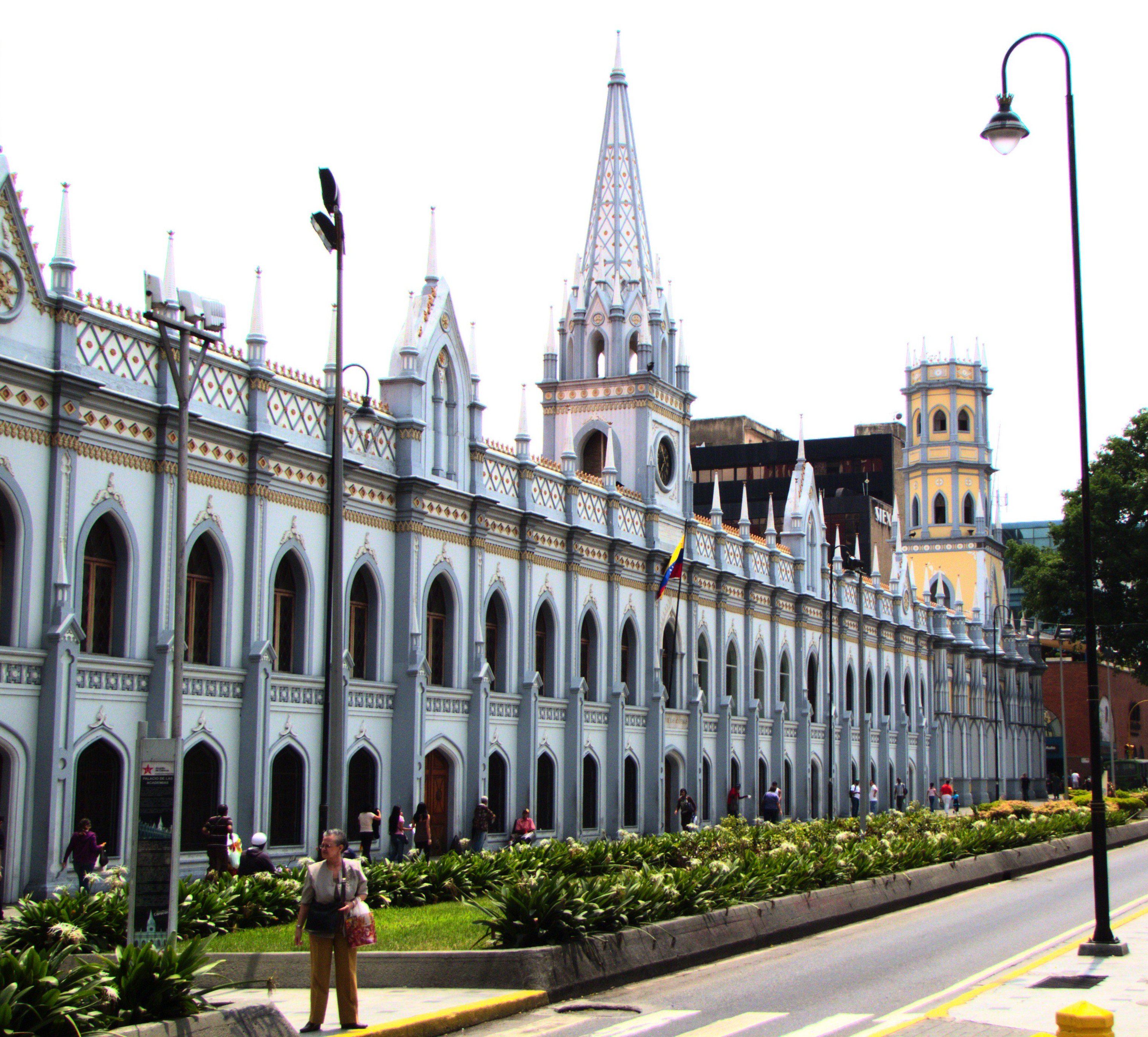
Palacio de las Academias.
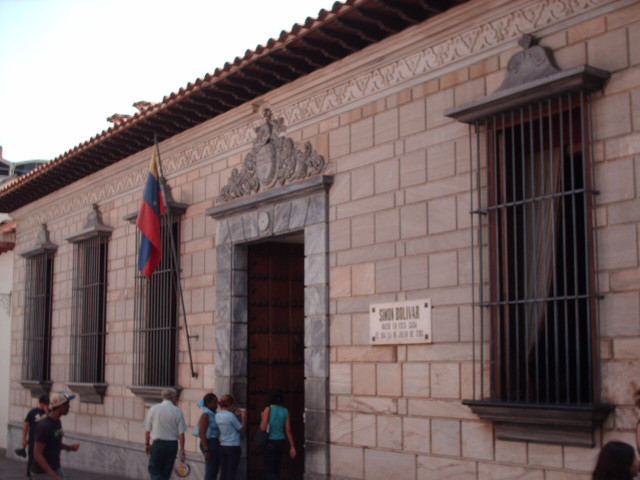
Casa natal del Libertador Simón Bolívar.
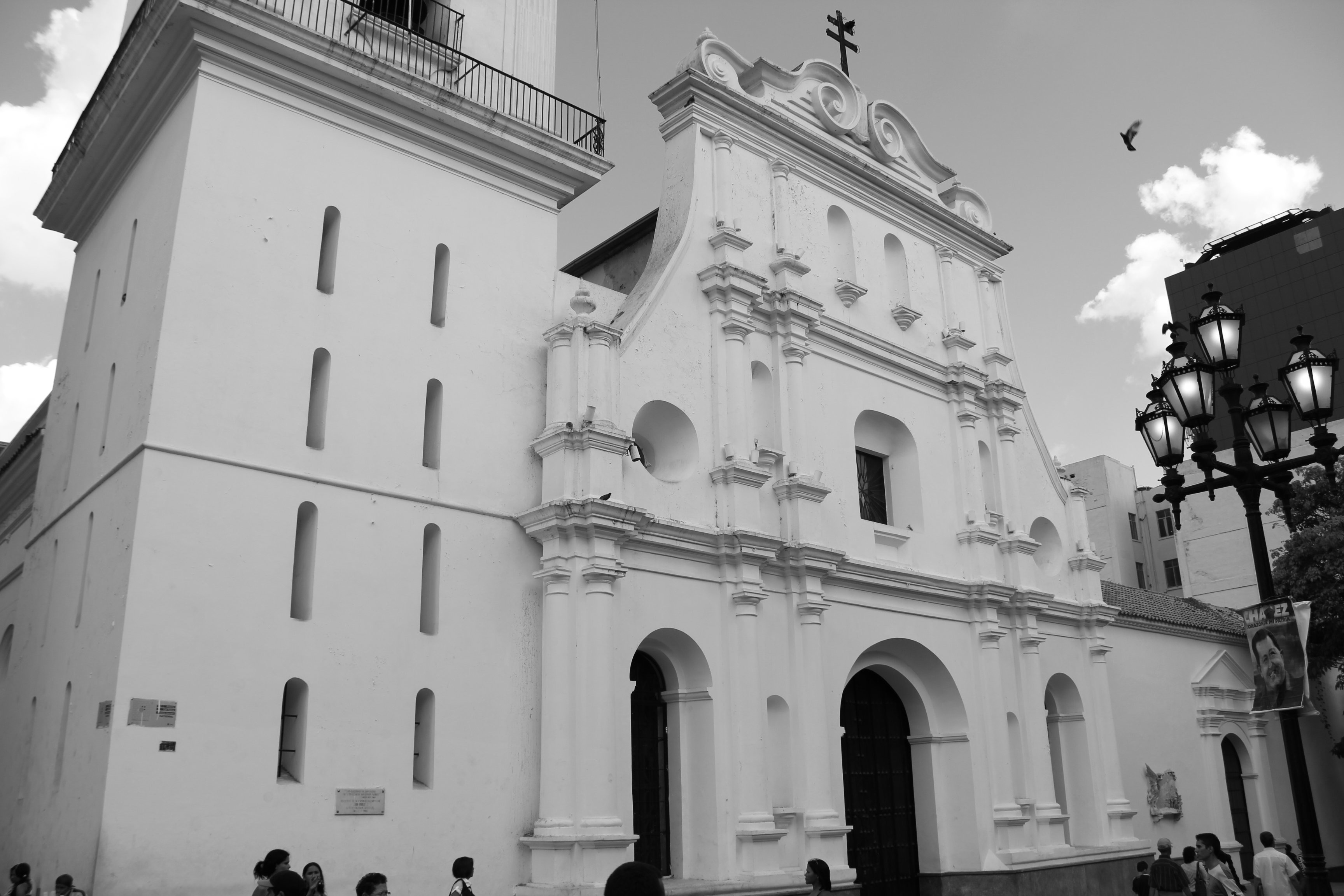
Catedral de Caracas.
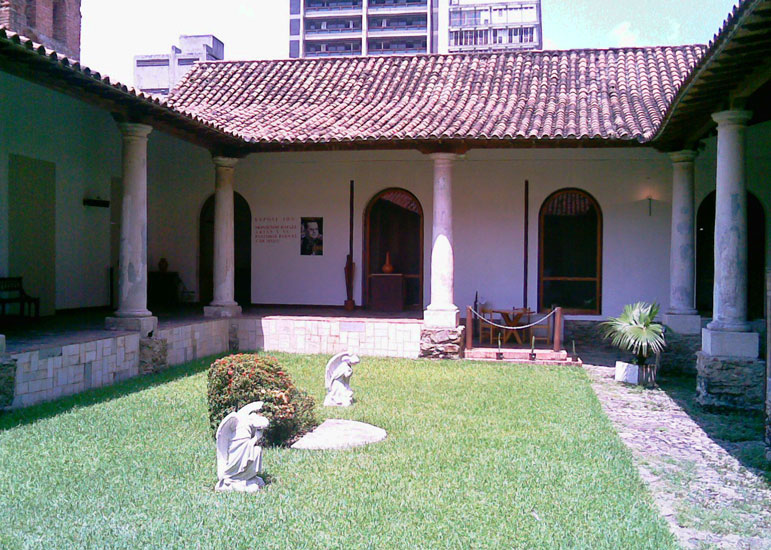
Museo Sacro de Caracas
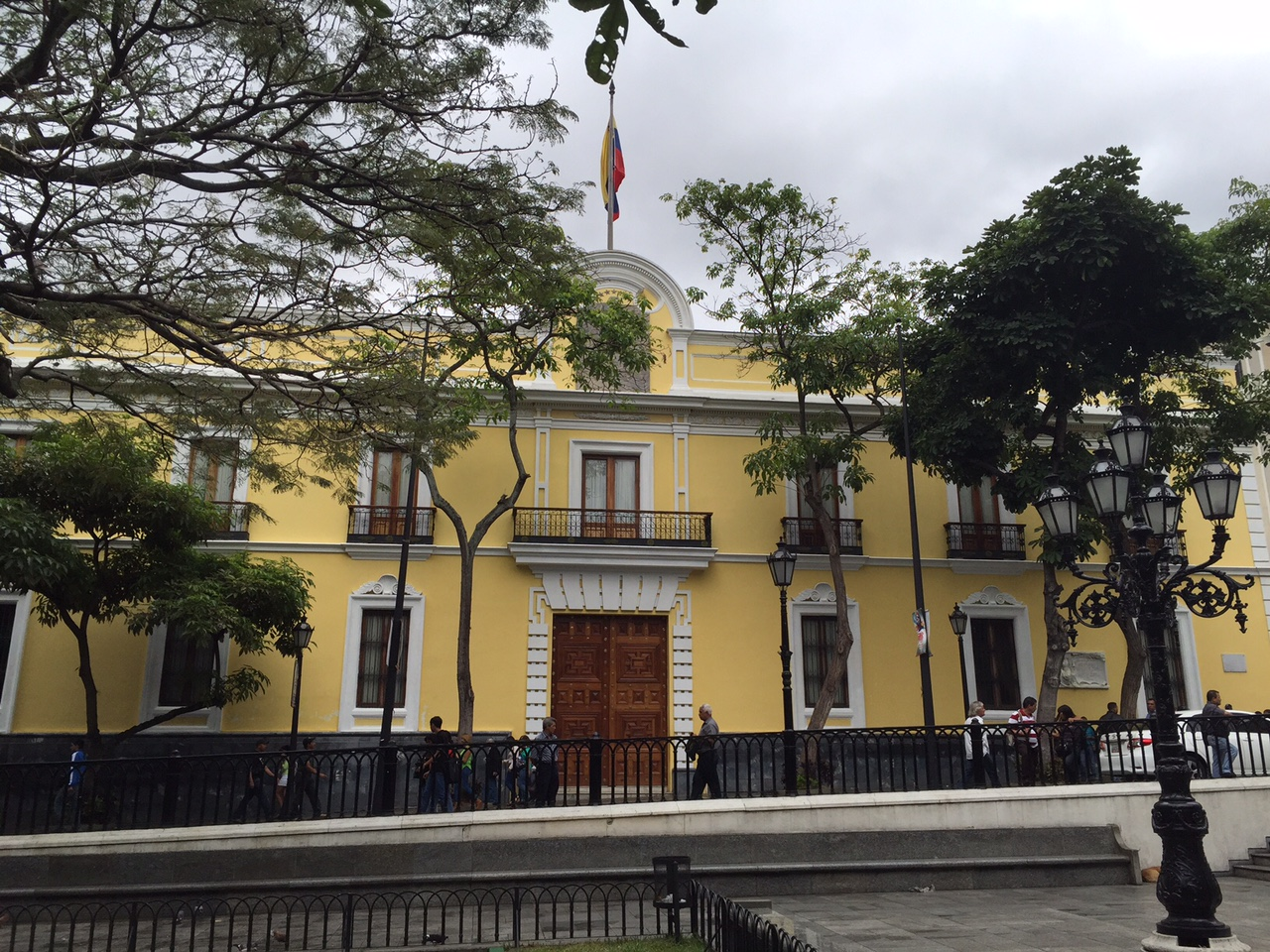
Casa Amarilla de Caracas
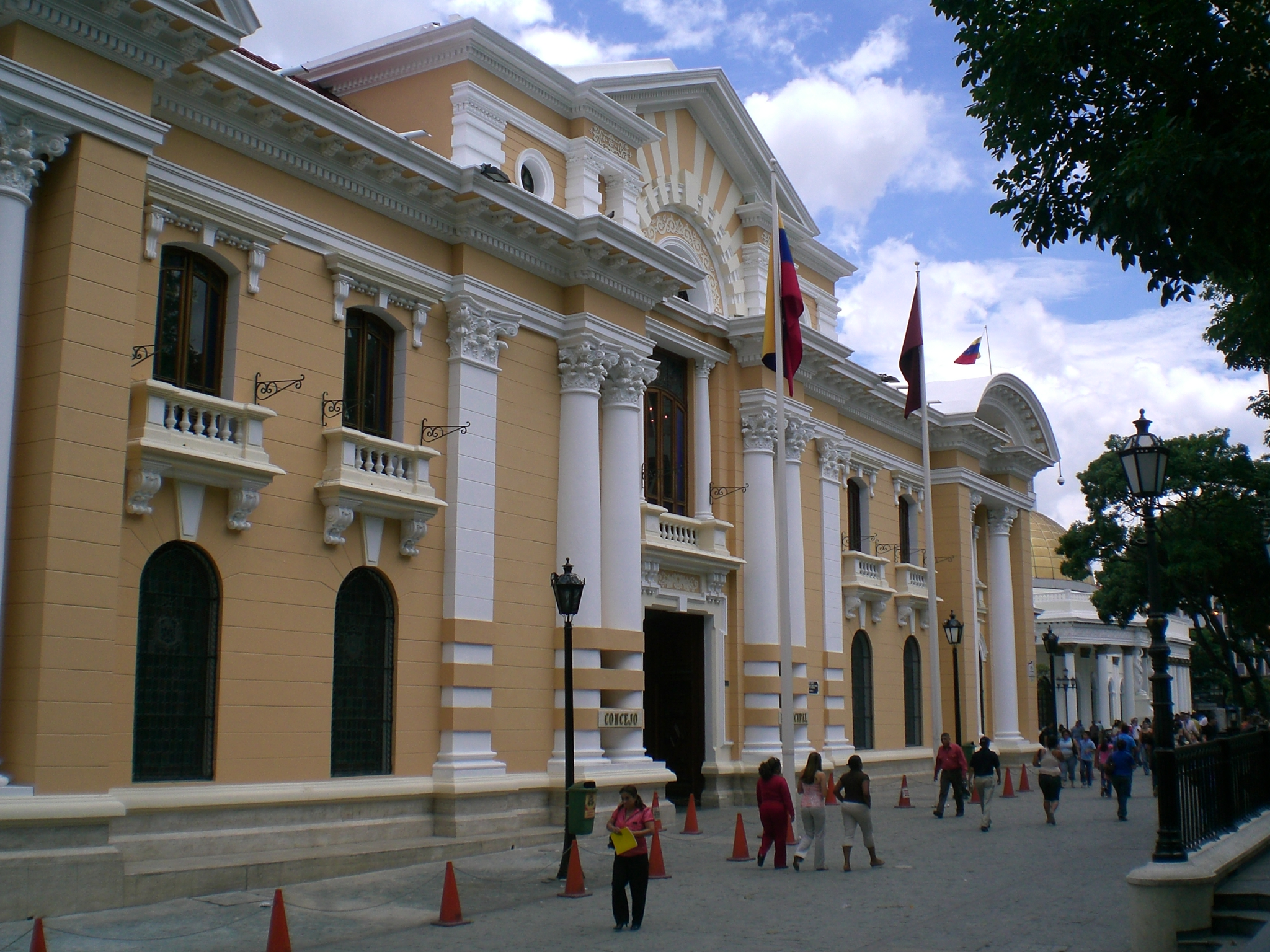
Palacio Municipal de Caracas
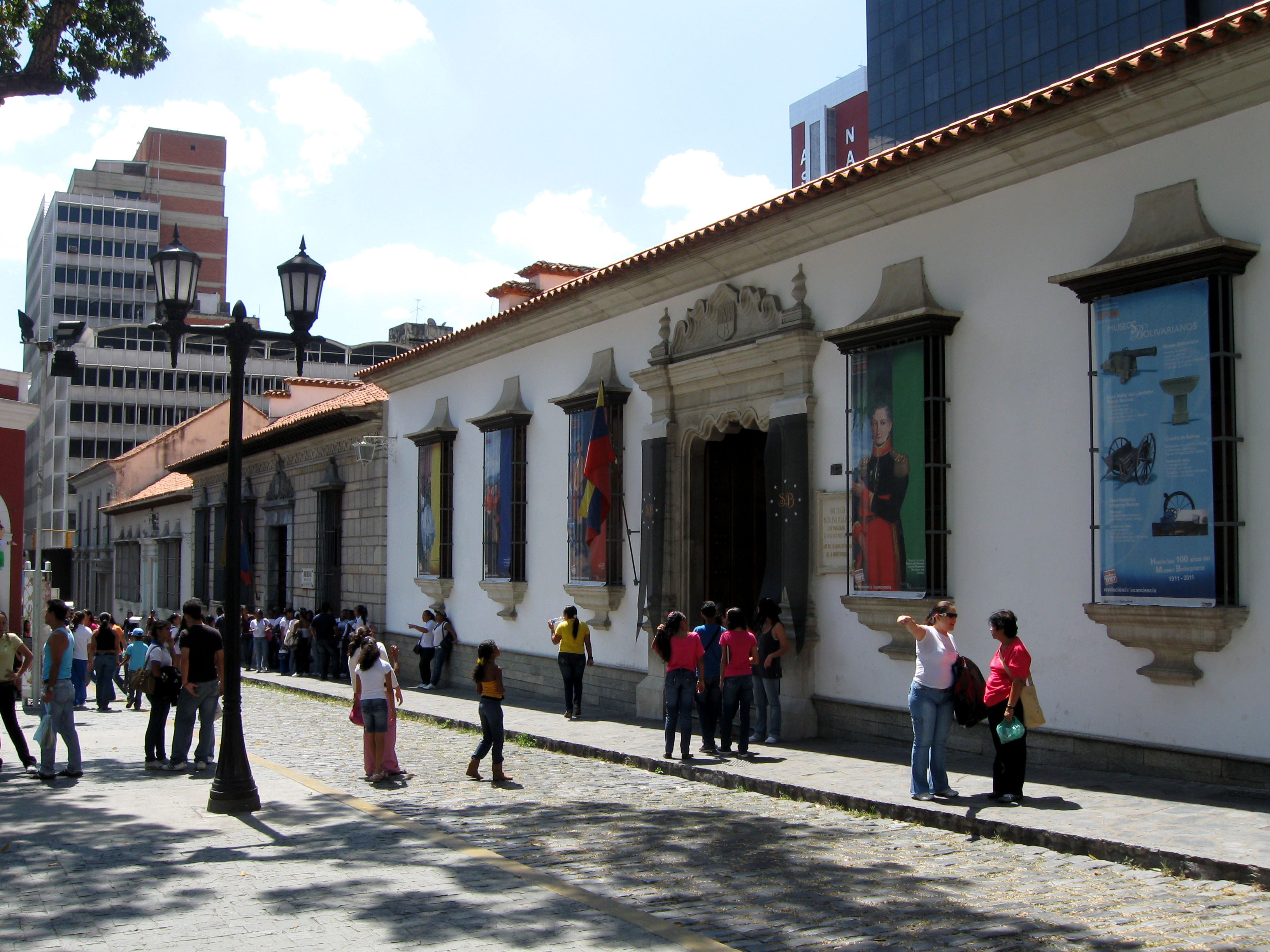
Museo Bolivariano
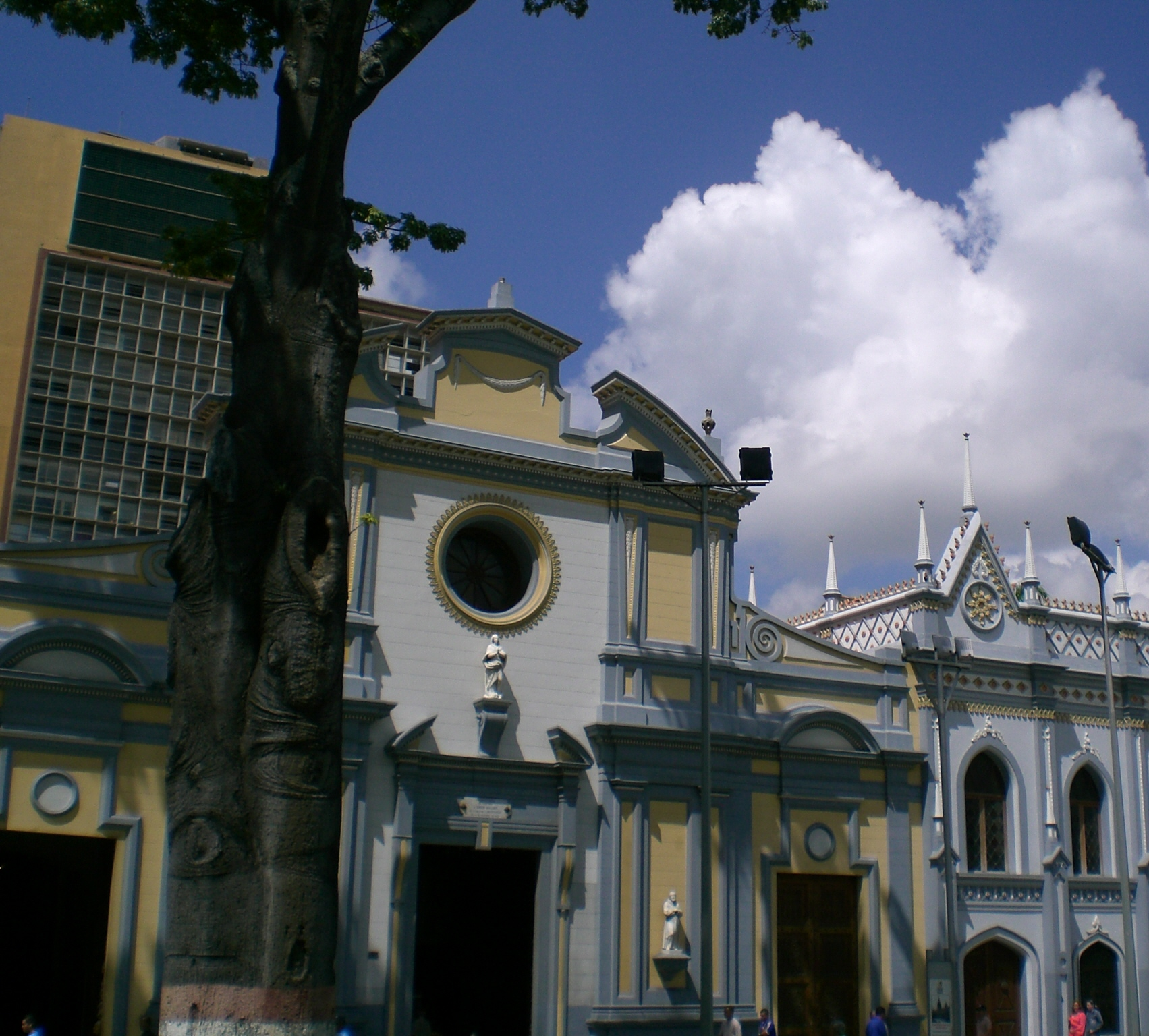
Iglesia de San Francisco
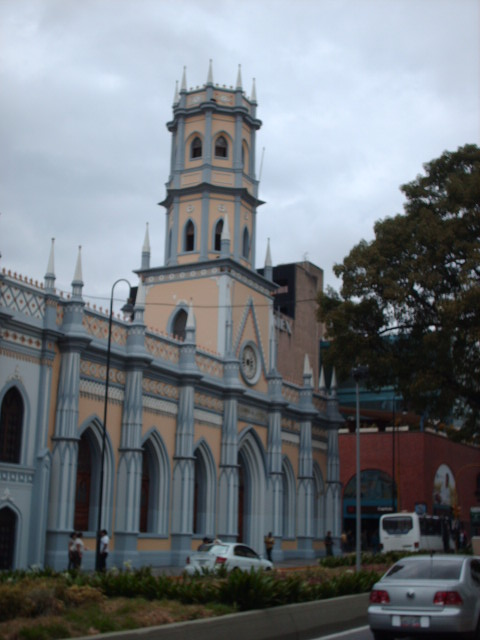
Antigua Corte Suprema de Justicia
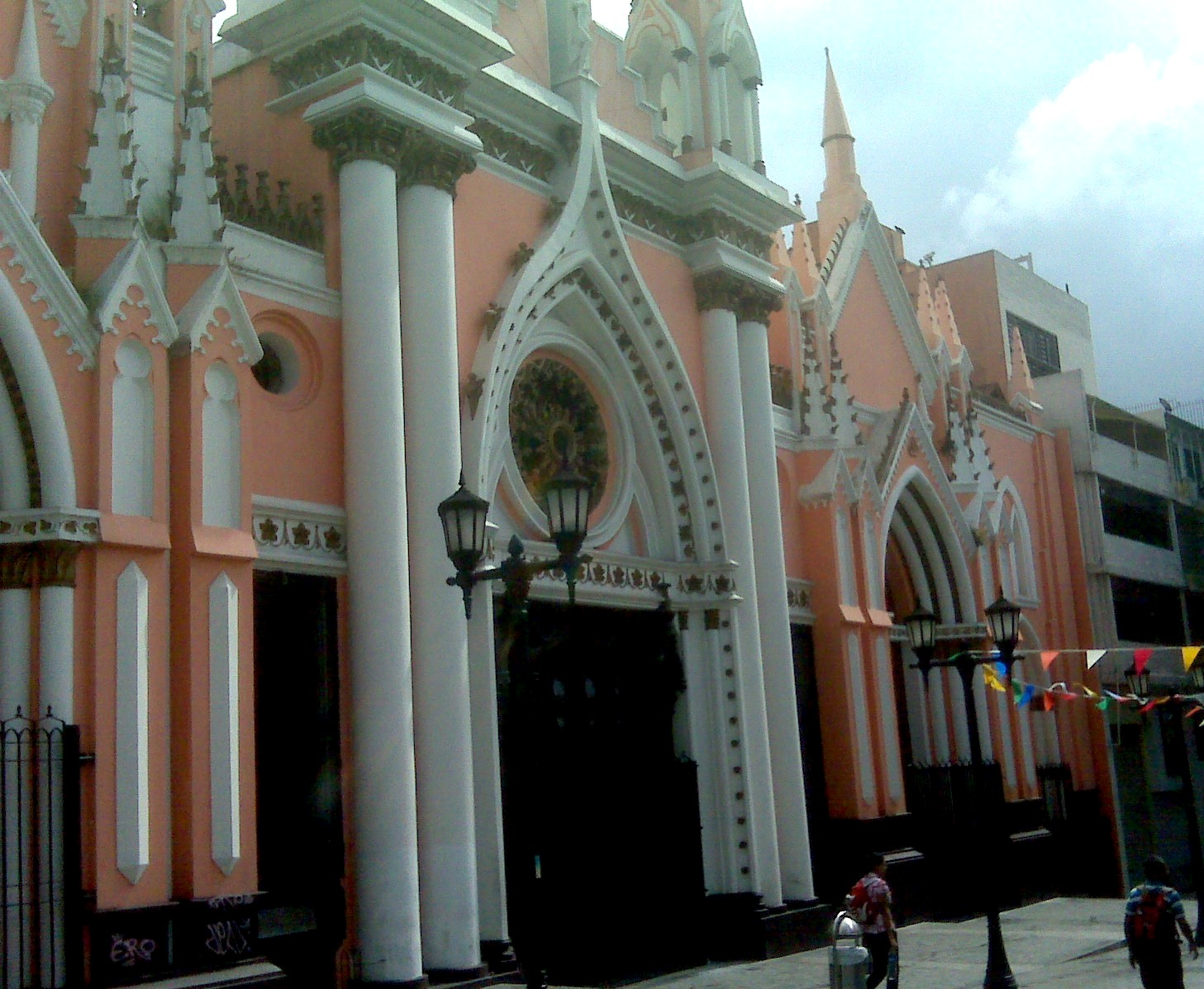
Basílica Menor Santa Capilla
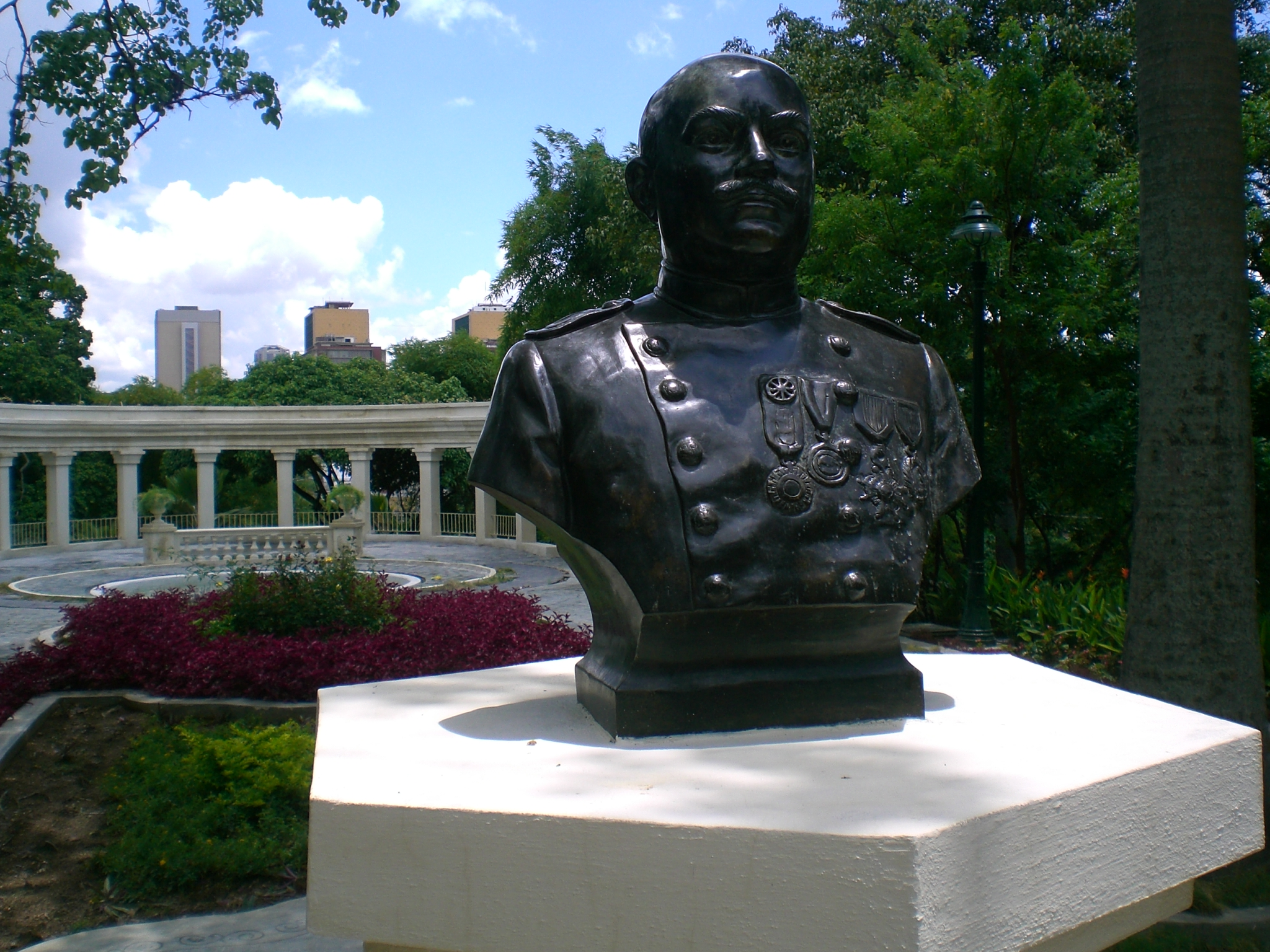
El Calvario
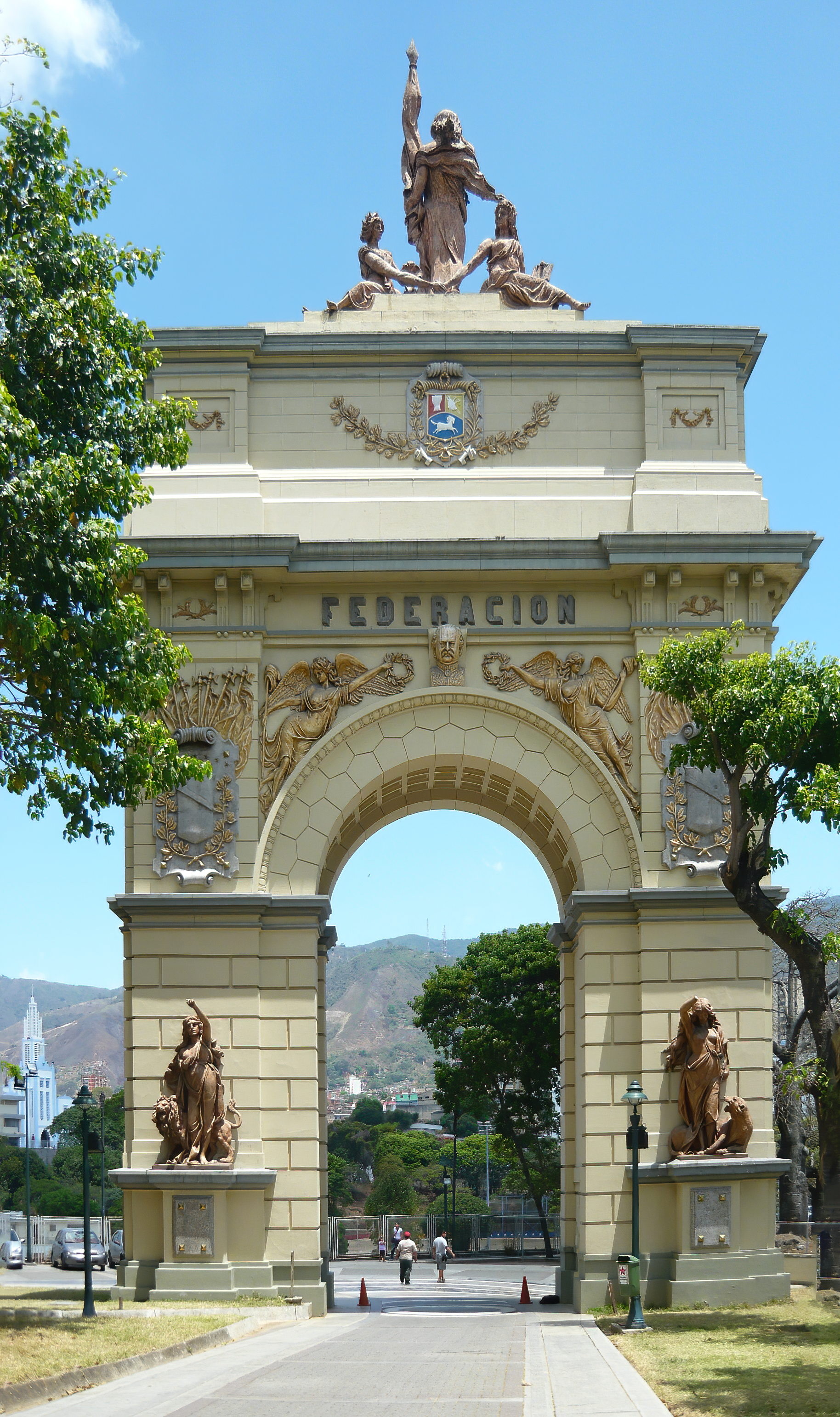
Arco de la Federación
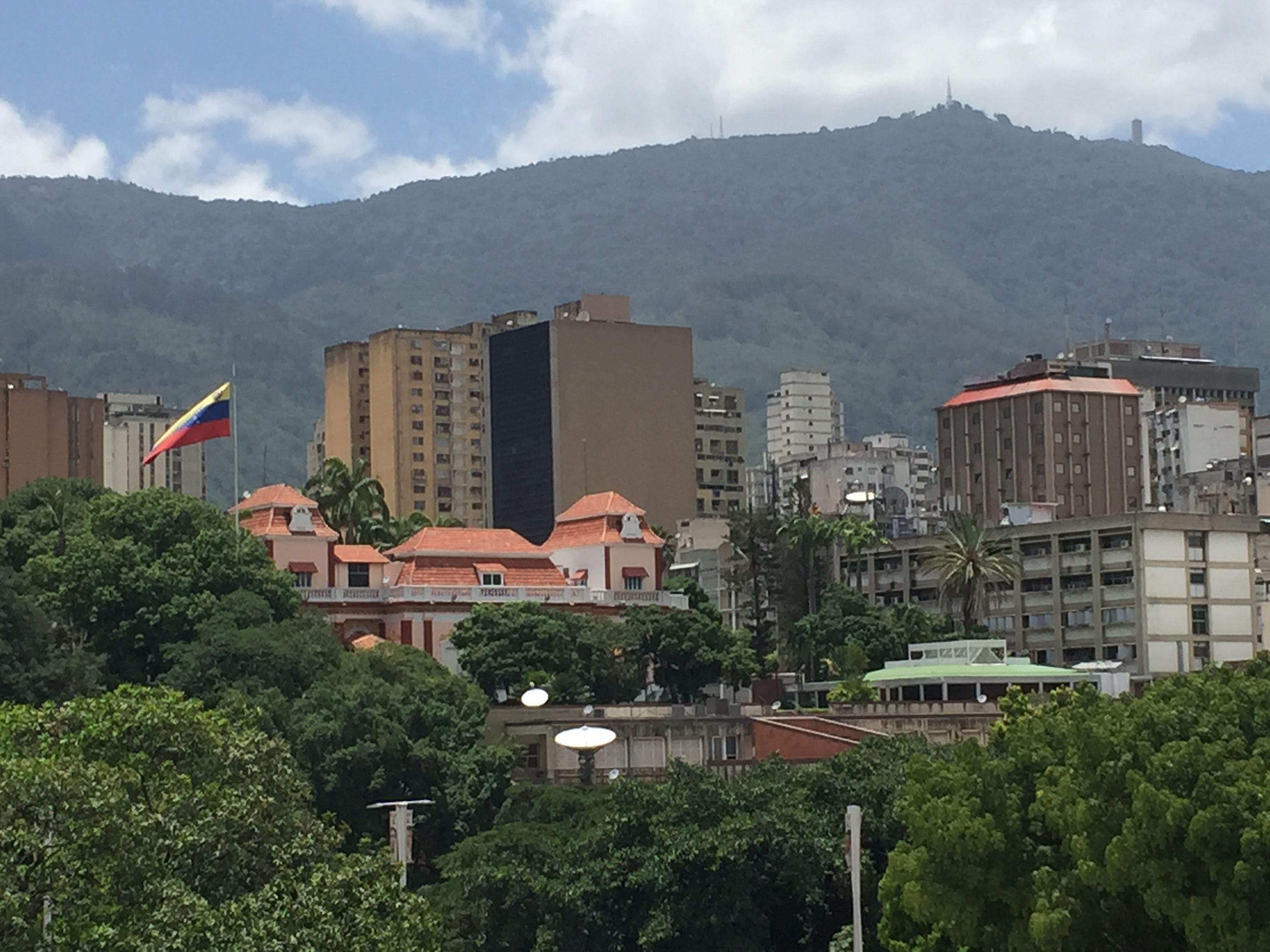
Palacio de Miraflores
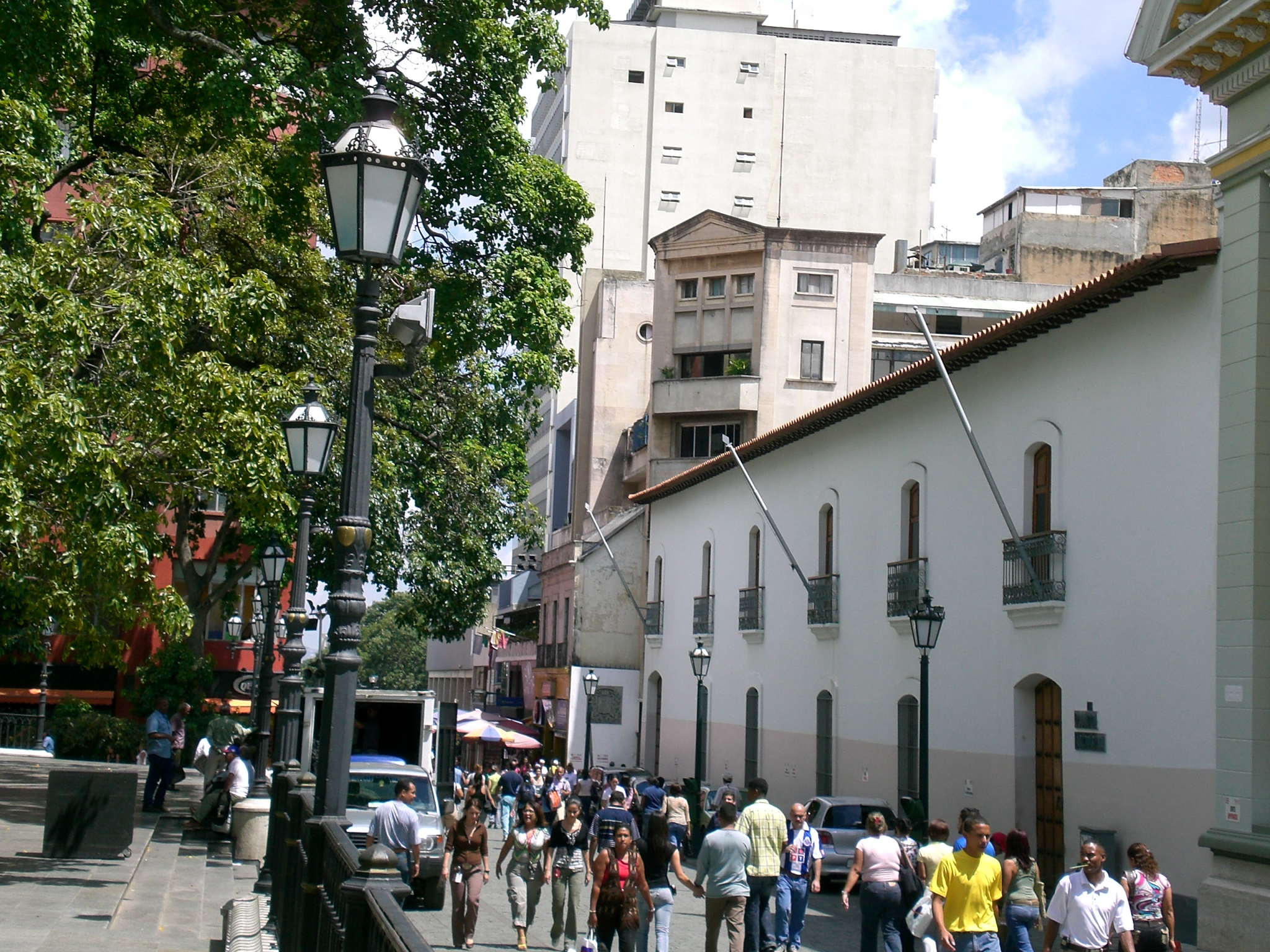
Palacio arzobispal de Caracas
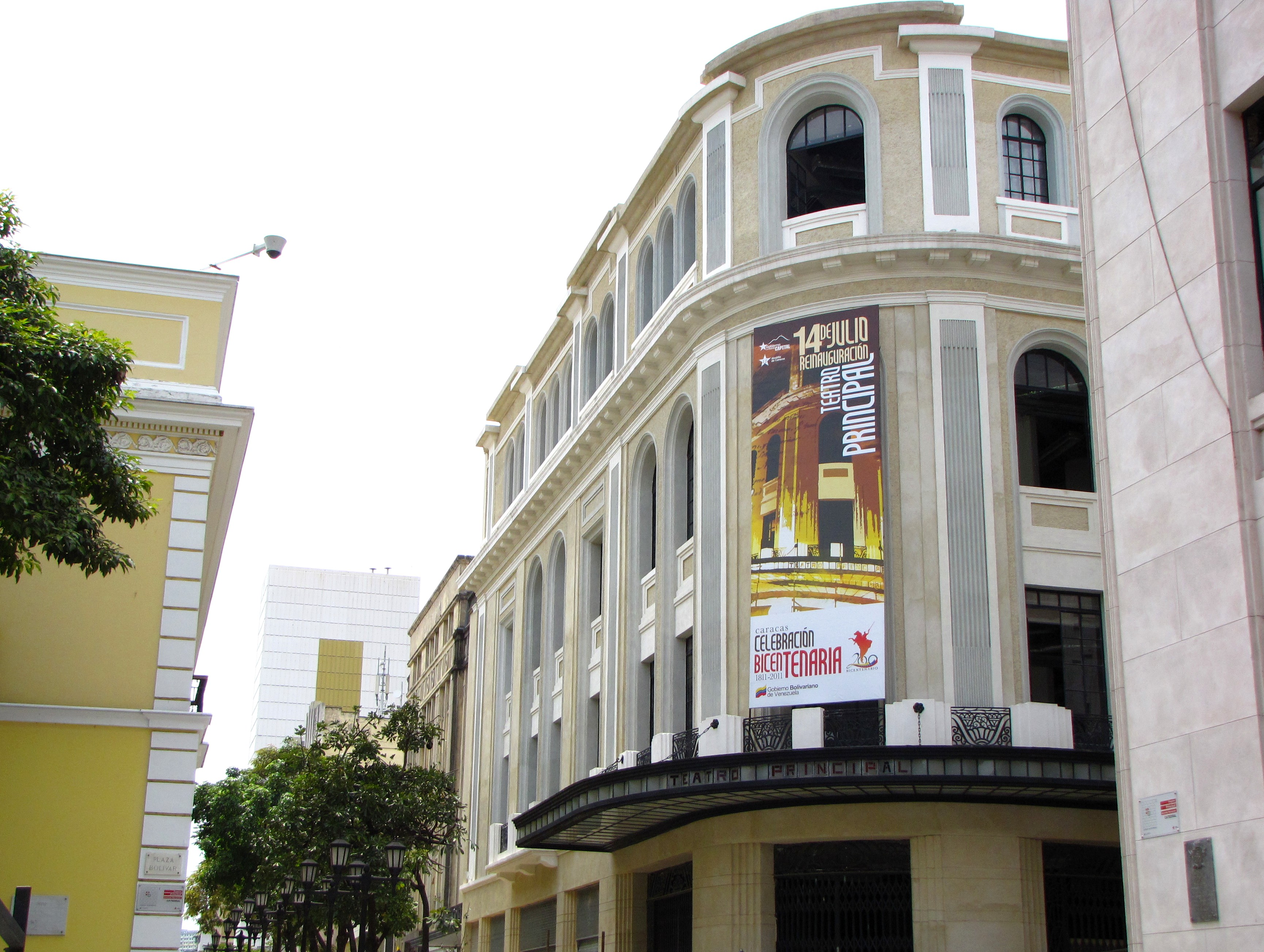
Teatro Principal de Caracas
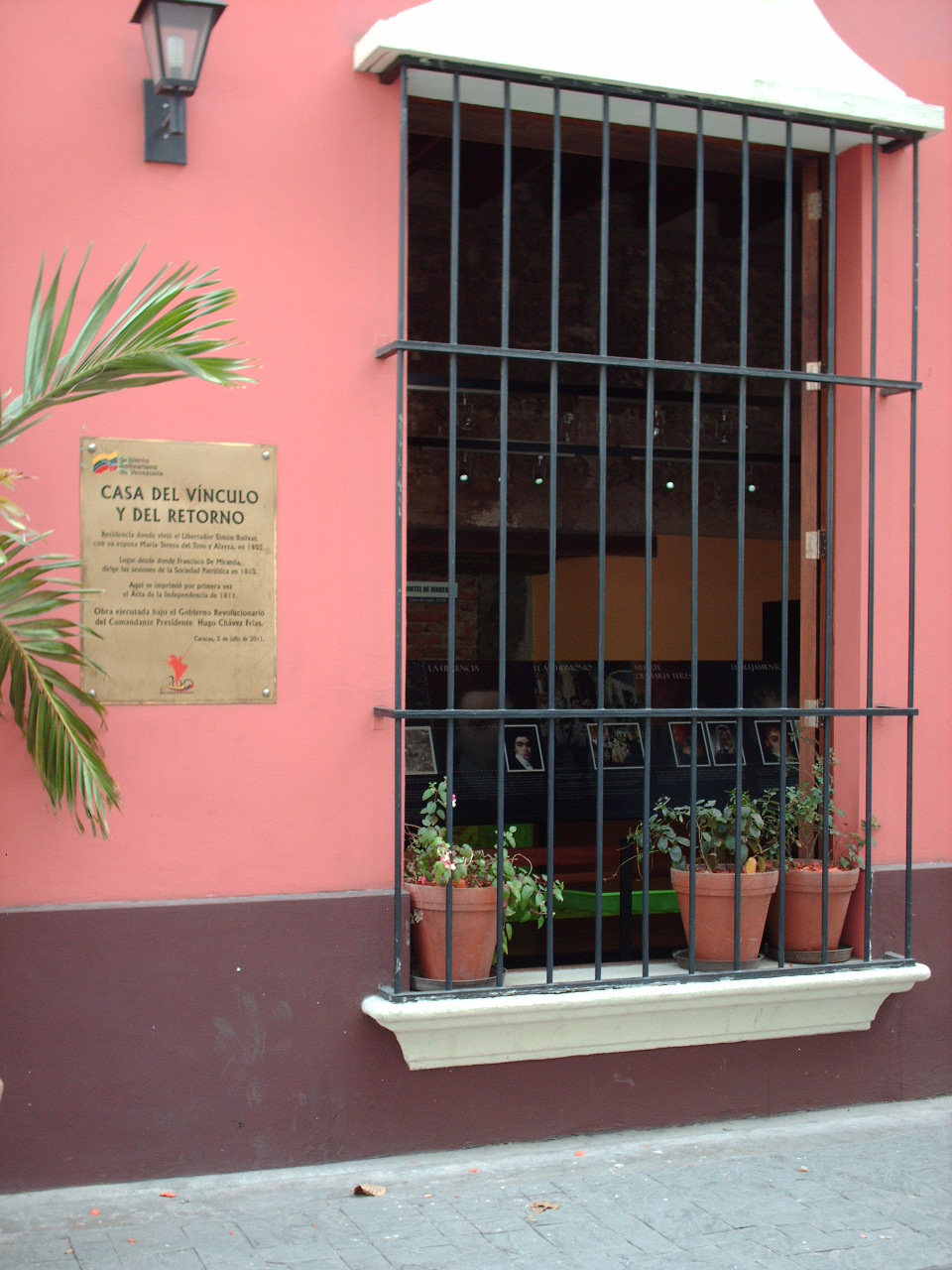
Casa del Vínculo y del Retorno

## Transporte
Entre las avenidas más importantes que corren por la Parroquia Catedral se encuentran las avenidas Urdaneta, Universidad, Baralt y Fuerzas Armadas. Además se encuentran tres estaciones de la Línea 1 del Metro de Caracas, Caño Amarillo, Capitolio (estación de transferencia con Línea 2) y La Hoyada (en donde se encuentra el Centro de Control de Operaciones), así como la estación El Silencio, estación terminal de la Línea 2 del mismo servicio. En la zona de la estación El Silencio se encuentra una ruta de autobuses que viaja hasta el Estado La Guaira.